# Ryu Seung-woo
Dans ce nom coréen, le nom de famille, Ryu, précède le nom personnel.
Ryu Seung-woo (en coréen : 류승우), né le 17 décembre 1993 à Gimhae en Corée du Sud, est un footballeur sud-coréen, qui évolue au poste de milieu offensif. Il joue actuellement avec le Khon Kaen United.

## Biographie

### Carrière internationale
Avec les moins de 19 ans, il remporte le championnat d'Asie des moins de 19 ans en 2012, en battant l'Irak en finale après une séance de tirs au but.
Il est ensuite sélectionné avec l'équipe sud-coréenne des moins de 20 ans pour disputer la Coupe du monde des moins de 20 ans de 2013 organisée en Turquie. Lors du mondial junior, il joue trois rencontres, inscrivant un but contre Cuba, puis un but contre le Portugal. La Corée du Sud est éliminée en quart de finale par l'Irak.
Par la suite, il fait partie de la liste des 18 joueurs sud-coréens sélectionnés pour disputer les Jeux olympiques d'été de 2016. Lors du tournoi olympique qui se déroule au Brésil, il dispute quatre rencontres, inscrivant un triplé contre les Fidji. La Corée du Sud est éliminée en quart de finale par le Honduras.

## Palmarès

### En équipe nationale
- Vainqueur du championnat d'Asie des moins de 19 ans en 2012 avec l'équipe de Corée du Sud des moins de 19 ans
- Finaliste du championnat d'Asie des moins de 23 ans en 2016 avec l'équipe de Corée du Sud des moins de 23 ans

### En club
- Vice-champion de Corée du Sud en 2017 avec le Jeju United

## Statistiques
| Saison                | Club                       | Championnat           | Championnat | Championnat | Coupe(s) nationale(s) | Coupe(s) nationale(s) | Compétition(s) continentale(s) | Compétition(s) continentale(s) | Compétition(s) continentale(s) | Total | Total |
| Saison                | Club                       | Division              | M.          | B.          | M.                    | B.                    | Comp.                          | M.                             | B.                             | M.    | B.    |
| 2013-2014             | Bayer Leverkusen (prêt)    | Bundesliga            | 2           | 0           | 0                     | 0                     | -                              | -                              | -                              | 2     | 0     |
| 2014-2015             | Eintracht Brunswick (prêt) | Bundesliga            | 16          | 4           | 2                     | 0                     | -                              | -                              | -                              | 18    | 4     |
| 2015-2016             | Bayer Leverkusen           | Bundesliga            | 0           | 0           | 0                     | 0                     | C1                             | 0                              | 0                              | 0     | 0     |
| 2015-2016             | Arminia Bielefeld (prêt)   | 2. Bundesliga         | 10          | 0           | 0                     | 0                     | -                              | -                              | -                              | 10    | 0     |
| 2016-2017             | Ferencváros TC (prêt)      | Nemzeti Bajnokság     | 11          | 1           | 0                     | 0                     | -                              | -                              | -                              | 11    | 1     |
| 2017                  | Jeju United                | K League              | 8           | 1           | -                     | -                     | -                              | -                              | -                              | 8     | 1     |
| 2018                  | Jeju United                | K League              | 11          | 2           | -                     | -                     | LCA                            | 5                              | 0                              | 16    | 2     |
| Total sur la carrière | Total sur la carrière      | Total sur la carrière | 58          | 8           | 2                     | 0                     | -                              | 5                              | 0                              | 65    | 8     |